# Pinja Perholehto
Pinja Perholehto, född 1997, är en finländsk politiker (Socialdemokraterna). Hon är ledamot av Finlands riksdag sedan 2023.
Perholehto blev invald i riksdagsvalet 2023 med 5 869 röster från Nylands valkrets.